# Жан Жиро (режисер)
Жан Жиро́ (фр. Jean Girault; 9 травня 1924, Вільнокс-ла-Гранд — 24 липня 1982, Париж) — французький режисер-комедіограф, сценарист.

## Фільмографія
- 1960 — Четвірка несподіваних нахлібників
- 1960 — Баран
- 1961 — Кур'єри
- 1962 — Майстри
- 1963 — Підірвіть банк
- 1963 — Ланцюгова реакція
- 1963 — Пік-Пік
- 1964 — Жандарм із Сан-Тропе
- 1966 — Великі канікули
- 1966 — Жандарм у Нью-Йорку
- 1966 — Пригоди у приміському будинку
- 1968 — Жандарм одружується
- 1970 — Жандарм на відпочинку
- 1971 — Суддя
- 1971 — Джо
- 1972 — Шарло в Іспанії
- 1973 — Консьєрж
- 1978 — Жандарм та інопланетяни
- 1979 — Скупий
- 1981 — Суп з капустою
- 1982 — Жандарм та жандарметки